# Максимов, Степан Павлович
Степан Павлович Максимов (1917—1989) — геолог, организатор нефтегеологической науки, создатель научной школы в области условий формирования и закономерностей размещения месторождений нефти и газа, лауреат Государственной премии СССР и премии имени И. М. Губкина (1965).

## Биография
Родился в 1917 году.
В 1940 году — окончил Московский нефтяной институт имени Губкина и призван в Красную Армию, участвовал в Великой Отечественной войне..
После демобилизации в 1945 году работал в Наркомнефти (старший инженер, референт, помощник министра), одновременно обучаясь в заочной аспирантуре МГУ.
В 1950 году — защитил кандидатскую диссертацию.
С апреля 1951 года — назначен ректором Академии нефтяной промышленности.
С 1955 по 1987 годы — директор Всесоюзного научно-исследовательского геологоразведочного нефтяного института (ВНИГНИ) (до ухода на пенсию).
В 1963 году — защитил докторскую диссертацию.
Умер 25 апреля 1989 года.

## Научная и организаторская деятельность
На посту директора ВНИГНИ вел большую работу по развитию головного института в Москве, созданию его филиалов (сегодня институтов) в Саратове, Ташкенте, отделений в Перми, Оренбурге, Душанбе, Архангельске.
Под его руководством и при его непосредственном участии разрабатываются принципы и методы количественной оценки перспектив нефтегазоносности СССР, крупные обобщения, карты, альбомы, имеющие большое значение для целеустремленных геологоразведочных работ.
Организатор проведения крупных тематических семинаров и всесоюзных совещаний по различным направлениям исследований, региональные семинары. По итогам этих работ под его редакцией изданы интересные сборники.
Вел большую работу по организации и проведению сотрудничества в области геологии нефти и газа в рамках СЭВ: работал в Комиссии СЭВ по геологии, руководил экспертными группами в ГДР, ПНР, НРБ и других странах.
По его инициативе и под его редакцией переводятся и издаются крупные монографии, посвященные геологии гигантских месторождений, перспективам нефтегазоносности США, связи нефтегазоносности с глобальной тектоникой, неантиклинальным ловушкам и другим проблемам.
Он пишет ряд монографий, редактирует крупные справочники. Вся эта обширная работа позволила сделать доступными для широкого круга советских геологов-нефтяников обширные материалы, опубликованные в СССР и за рубежом.
Много лет являлся главным редактором журнала «Геология нефти и газа», стремясь сделать его интересным, полезным, пропагандирующим передовые идеи, передовой опыт.
Научно-производственная деятельность
Автор и соавтор более 300 научных работ, в том числе 20 монографий, 5 изобретений; 30 работ издано за рубежом.
Региональные работы:
Закономерности размещения и условий формирования залежей нефти и газа в палеозойских отложениях, справочник Нефтяные и газовые месторождения СССР в двух томах и др.
Под его руководством составлены и изданы Карта нефтегазоносности СССР масштаба 1:2500000, карта Тектоническое районирование нефтегазоносных территорий СССР масштаба 1:2500000, ряд карт отдельных регионов России. Участник открытия ряда месторождений нефти и газа в Волго-Уральской нефтегазоносной провинции.
Под его руководством защищено более 30 кандидатских диссертаций.

## Участие в общественной жизни
Четырежды избирался депутатом Красногвардейского и Калининского районных советов депутатов трудящихся (Москва), дважды — членом ЦК профсоюза рабочих геологоразведочных работ.
В течение ряда лет был членом Красногвардейского и Калининского РК КПСС.
Являлся членом секции по геологии и геофизике Комитета по Ленинским и Государственным премиям в области науки и техники, членом Экспертного Совета ВАК по проблемам нефти и газа, председателем Специализированного совета ВНИГНИ по защитам диссертаций.

## Награды
- Орден Октябрьской революции (1986)
- Два ордена Трудового Красного Знамени (1948, 1971)
- Два ордена «Знак Почета» (1948, 1959)
- Премия имени И. М. Губкина (1965) — за работу «Закономерности размещения и условия формирования залежей нефти и газа в палеозойских отложениях», издание 1964 года
- Государственная премия СССР (1983) — за открытие комплексного месторождения полезных ископаемых
- девять медалей (медаль «За трудовую доблесть» (1954) и другие)
- Диплом и знак Первооткрыватель месторождения (1980) — за открытие Оренбургского газоконденсатного месторождения
- Два знака Отличник разведки недр
- пять медалей ВДНХ